# Proteuxoa desertorum
Proteuxoa desertorum là một loài bướm đêm thuộc họ Noctuidae. Nó được tìm thấy ở Nam Úc.